# Nodipecten subnodosus
Nodipecten subnodosus (Sowerby I, 1835) è un mollusco bivalve della famiglia dei Pectinidae.
Originario delle coste del Pacifico, dalla California al Perù, è allevato in acquacoltura. Produce una conchiglia di colore rosso-arancio, decorata da striature sottili.